# Hélène Laporte
Hélène Laporte (Villeneuve-sur-Lot, 29 dicembre 1978) è una politica francese, membro del Parlamento europeo per la IX legislatura dal 2019 al 2022, deputata dell'Assemblea nazionale per la XVI legislatura dal 22 giugno 2022 e Sesta Vicepresidente dell’Assemblea Nazionale dal 28 giugno 2022. 
Laporte è vicepresidente del Rassemblement National.

## Biografia
Hélène Laporte è nata il 29 dicembre 1978 a Villeneuve-sur-Lot. Suo nonno, Jacques Laporte, è stato candidato al Fronte Nazionale alle elezioni legislative del 1997 a Villeneuve-sur-Lot, e sua madre, Isabelle Laporte, è stata eletta consigliere municipale d'opposizione nella stessa città.
È analista bancario e consulente di gestione patrimoniale.
Un anno dopo l'adesione al Fronte Nazionale, Laporte si è candidata alle elezioni regionali del 2015, al termine delle quali è stata eletta consigliera regionale per la regione Aquitania-Limosino-Poitou-Charentes, in seguito chiamata Nuova Aquitania.
Consigliere regionale per Lot-et-Garonne, è stata seconda nella lista del Rassemblement National per le elezioni europee del 2019 ed eletta al Parlamento europeo.
Fa parte del gruppo Identità e Democrazia. Al Parlamento europeo, Laporte è membro della Commissione per i bilanci e fa parte della delegazione all'Assemblea parlamentare euro-latinoamericana.
Dal gennaio 2022 è capo delegazione del suo partito al Parlamento europeo.

## Vita privata
È sposata con un chirurgo ortopedico di Bordeaux e madre di due figli.